# 藪塚石切場跡
藪塚石切場跡（やぶづかいしきりばあと）は、群馬県新田郡藪塚本町（現・太田市）にあった採石場。薮塚石切場跡とも称する。

## 歴史
藪塚周辺の八王子丘陵からは、今から凡そ二千万年位前に多くの火山活動によって堆積された軽石凝灰岩が地殻の変動で隆起し、各地に露出して藪塚石と呼ばれる凝灰岩の建築用石材が採掘されており、近村に販売されていたが日露戦争ごろに地元の有志が石材会社を設立してから採掘が本格化された。質は柔らかく細工がしやすく価格も安かったので、建築物の土台や塀、熱に強いことからカマドとしても発売されていた。また都電の敷石にも使用されていた。
1909年（明治42年）7月、藪塚石材軌道株式会社が設立され 、1911年（明治44年）5月、藪塚石材軌道が太田 - 藪塚間に石材運搬用の専用人車軌道を開設した。そして10月には藪塚石材軌道は太田軽便鉄道へ社名変更をした。かつては石切り場から藪塚駅まで馬車鉄道（トロッコ列車）が敷設されてもいた。
1913年（大正2年）に東武鉄道が同社を買収すると東武桐生線となり、販路も関東諸府県（ママ）から長野県に至るまで藪塚石の名は広がり、関東近県へ販売されていった。当時労務者は350人位であった。このように藪塚石は大正時代に全盛期を迎えた。
しかし藪塚石の欠点は火には強いものの水に弱く中に小石があること、層に割れ目が多いことなどで同質の大谷石と比べ多くの人件費がかかったため大谷石が進出しはじめると販売で劣り徐々に衰退していった。そして1955年（昭和35年）に閉山された。近くには太田市立藪塚本町歴史民俗資料館があり同採掘場の歴史を学ぶことができる。近隣には湯之入古墳群と呼ばれる北山古墳や西山古墳等があり、同古墳の石室に藪塚石を使用していることが確認できる。

## 登場する作品
- 仮面ライダー鎧武 オーバーロードの王・ロシュオがいる石切り場の舞台となった[14]。
- 動物戦隊ジュウオウジャー 第1話で大和が初めてジューランドを訪れるシーンやエンディングで使用されている。
- 隠し砦の三悪人 THE LAST PRINCESS(2008年の映画)[15]

## アクセス
東武鉄道桐生線 藪塚駅から徒歩30分